# ディズニーランド・モノレール
ディズニーランド・モノレール（Disneyland Monorail System）は、ディズニーランド（ディズニーランド・リゾート）にあるアトラクション、交通機関の名称。

## 概要
| ディズニーランド・モノレール Disneyland Monorail System | ディズニーランド・モノレール Disneyland Monorail System | ディズニーランド・モノレール Disneyland Monorail System | ディズニーランド・モノレール Disneyland Monorail System |
| ------------------------------------------------------- | ------------------------------------------------------- | ------------------------------------------------------- | ------------------------------------------------------- |
| オープン日                                              | オープン日                                              | 1959年6月14日                                           | 1959年6月14日                                           |
| スポンサー                                              | スポンサー                                              | なし                                                    | なし                                                    |
| 所要時間                                                | 所要時間                                                | 11分                                                    | 11分                                                    |
| 利用制限                                                |                                                         | なし                                                    | なし                                                    |
| ファストパス                                            | ファストパス                                            |                                                         | 対象外                                                  |
| シングルライダー                                        | シングルライダー                                        |                                                         | 対象外                                                  |

ウォルト・ディズニーは昔からモノレールという、当時としては新しいシステムの乗り物に対し興味を持っていた。そこで1958年に、ロサンゼルスにモノレールを造るという計画がある事を知るとウォルトは是非ディズニーランドで建設を行ってほしいと要望し、自身のチームであるウォルト・ディズニー・イマジニアリングに建設を開始させた。
ディズニーランド・モノレールは西半球で初めての実用的交通機関であるモノレールとして、1959年6月14日に開業した。グランドオープンには、当時アメリカ合衆国副大統領だったリチャード・ニクソンも立ち会い、彼の娘であるトリシアとジュリーの姉妹がテープカットをした。当初はディズニーランド内のトゥモローランドを巡るコースだったが、後にディズニーランド・ホテルまで延長、さらに2001年にディズニー・カリフォルニア・アドベンチャーが開業した際にも走路が一部変更された。駅はトゥモローランド内とダウンタウン・ディズニーの2カ所にあり、パークチケットを持っていれば誰でも無料で乗車することが出来る。
なお、当初の名前はディズニーランド・アルヴェーグ・モノレールであった。これはモノレールがゴムタイヤを用いコンクリート製の線路を跨いで走るアルヴェーグ式と呼ばれるものであったためである。この方式はのちにシアトル・センター・モノレール、犬山モノレール、東京モノレールなどで採用されている。なお、東京ディズニーリゾートのディズニーリゾートラインではこれを改良した日本跨座式が用いられている。
モノレールの車体は、開業から現在に至るまで何度かデザインなどが変更されており、それぞれにナンバリングがされている。2017年現在使われている車体はマークⅦと呼ばれているものであり、色は赤、青、オレンジの3色である。

## ステーション
ダウンタウン・ディズニー内にはいくつものショップやレストランなどが立ち並び、さらにディズニーランド・モノレールの駅もあるため、パークのチケットを持っていればここからディズニーランドのトゥモローランド内やディズニーランド・ホテルの直通移動が出来る。

### ステーションの種類
- トュモローランド・ステーション
- ダウンタウン・ディズニー・ステーション